# Dolophilodes spiniferus
Dolophilodes spiniferus är en nattsländeart som först beskrevs av Schmid 1958.  Dolophilodes spiniferus ingår i släktet Dolophilodes och familjen stengömmenattsländor. Inga underarter finns listade i Catalogue of Life.